# Антун Бранко Шимић
Антун Бранко Шимић (Дриновци, 18. новембар 1898 — Загреб, 2. мај 1925) био је хрватски песник, есејиста, критичар и преводилац.

## Биографија
Основну школу похађа у родним Дриновцима. Три разреда фрањевачке класичне гимназије завршава у Широком Бријегу. Након Широког Бријега, уписао је четврти разред гимназије у Винковцима. Школовање је наставио у загребачкој Доњоградској класичној гимназији. У осмом разреду, 1917. године, напушта школовање због издавања књижевног часописа Вијавица у Загребу, а књижевни часопис Јуриш покреће 1919. године под утицајем експресионистичког листа Дер штурм. Године 1923. покреће и трећи часопис, Књижевник.
Након тешке упале плућа 1924. године оболео је од туберкулозе и покушао се лечити у Дубровнику и Цавтату, а 1925. године вратио се у Загреб.
Умро је од туберкулозе плућа, у двадесет и седмој години, у Загребу 2. маја 1925. године. Сахрањен је на загребачкоме гробљу Мирогоју.

## Књижевно стваралаштво
Антуна Бранко Шимић почео је писати песме још као средњошколац. Његове песме су у почетку биле пејзажне и импресионистичке, веома сличне Матошевим. Након што је Шимић напустио школовање како би радио на свом часопису, променило се и његово песништво. Песме је почео писати на екавици и импресионистичку форму заменио експресионистичком, на шта га је подстакнуо часопис Дер Струм који је Шимића упознао с тим новим, свежим књижевним правцем. У свом песништву Шимић је почео негирати традицију и спону између стварности и песништва. Овај заокрет у његовом песништву подстакао га је да оснује свој часопис Вијавица. Ово је значило другу фазу Шимићевог песништва, ону експресионистичку или, често називану “анархистичком”. У песмама насталим у овој фази Шимић спомиње мотиве и обрађује теме које одишу немиром и очајем човека у градској средини. У своме новом стилу, он поједностављује граматику стихова, у њима изоставља интерпункцијске знаке и постиже експресиван ритам језичном једноставношћу. Ипак, својим песмама још увек жели створити помало импресионистичку сензацију.
1919. године Шимић је са Густавом Крклецом и Ником Милићевићем основао свој други часопис Јуриш, који је и престао с издавањем те исте године. Следеће године објавио је своју најзначајнију збирку песама “Преображења”, која су означила његову трећу фазу песништва.
1923. године Шимић је неко време радио с Миланом Беговићем и уређивао часопис Савременик, а те исте године покренуо је часопис Књижевник. Књижевник је био оштрија верзија Јуриша, у којем је Шимић изражавао протест против тадашњег стања духа међу људима и уметницима, те стања у култури. Једини излаз видео је у рушењу дотадашњих вредности и стварању нових, готово утопијских модела живљења и стварања.
Шимић је био веома упућен у сва нова збивања и преокрете на пјесничкој и умјетничкој сцени Европе. Био је веома оштар књижевни критичар, па чак и према писцима које данас сматрамо великим умјетницима свог времена. Али он се није освртао само на домаће писце, већ и на Њемачке и Аустријске експресионисте, те се занимао и за француску и скандинавску књижевну сцену. Шимић се бавио и преводом, па је превео роман “Благослов земље” Кунта Хамсуна, али он је био тискан тек шездесет година касније. Шимић је превео и једну драму те неколико дјела кратке прозе свјетских модерниста.

## Дела
- Преображења, Загреб, 1920. назива се каменом темељацем модерног хрватског песништва.
- Песници (лирска минијатура)
- Опомена
- Моја преображења
- Херцеговина
- Смрт и ја

### Постхумно
- Изабране пјесме, Матица хрватска, Загреб, 1933. Приредио Иво Хергешић.
- Изабране пјесме, Зора, Загреб, 1950. Приредио Драгутин Тадијановић.
- Сабрана дјела, Знање, Загреб, 1960. У три свеска, приредио Станислав Шимић.
- Пјесме и проза, Матица хрватска: Зора, Загреб, 1963. Приредио Јуре Каштелан. Пет стољећа хрватске књижевности, књ. 99.
- Пјесме и есеји, Матица хрватска, Загреб, 1964. Приредила и поговор написала Весна Крмпотић.
- Стихови и проза, Свјетлост: Напријед, Сарајево, 1967. Српски и хрватски писци XX века. Коло 3, Антун Бранко Шимић, св. 24.
- Пјесме и критике, Младост, Загреб, 1973.
- Празно небо: одабране пјесме, Прва књижевна комуна, Мостар, 1973. Избор пјесама Иван Кордић.
- Сабрана дјела, Аугуст Цесарец, Загреб - Свјетлост, Сарајево, 1988. У два свеска, приредили Неђељко Михановић (И. свезак) и Дубравко Јелчић (ИИ. свезак). Друго издање у наклади Дом и свијет, 1998., уредници Миле Пешорда и Божидар Петрач.
- Изабране пјесме,  Ерасмус наклада, Загреб, 1996. Приредио и предговор написао Миле Пешорда.
- Тијело и ми: избор из дјела, Ријеч, Винковци, 1999. Приредио Делимир Решицки.
- Преображења и изабране друге пјесме, Профил Интернатионал, Загреб, 2005. Приредио Владо Панџић.
- Преобразбе - Преображења, словенско-хрватско издање, превела Инес Цергол, поговор Миле Пешорда, Копер-Загреб,2006.
- Изабране пјесме, Матица хрватска, Загреб, 2008. Приредио Анте Стамаћ.
- Пјесме, Матица хрватска у Сарајеву, Сарајево, 2009. Приредио Владо Панџић.
- Проза I, Матица хрватска у Сарајеву, Сарајево, 2009. Приредио Владо Панџић.
- Проза II, Матица хрватска у Сарајеву, Сарајево, 2009. Приредио Владо Панџић.
- Ране пјесме, Редак, Сплит, 2011. Приредила Мила Панџић.
- Изабране пјесме, Библиотека Стољећа хрватске књижевности, књ. бр. 113, уредио Анте Стамаћ, Матица хрватска, Загреб, 2012.